# Танагра-медоїд бірюзова
Танагра-медоїд бірюзова (Cyanerpes cyaneus) — вид горобцеподібних птахів родини саякових (Thraupidae). Мешкає в Мексиці, Центральній і Південній Америці.

## Опис

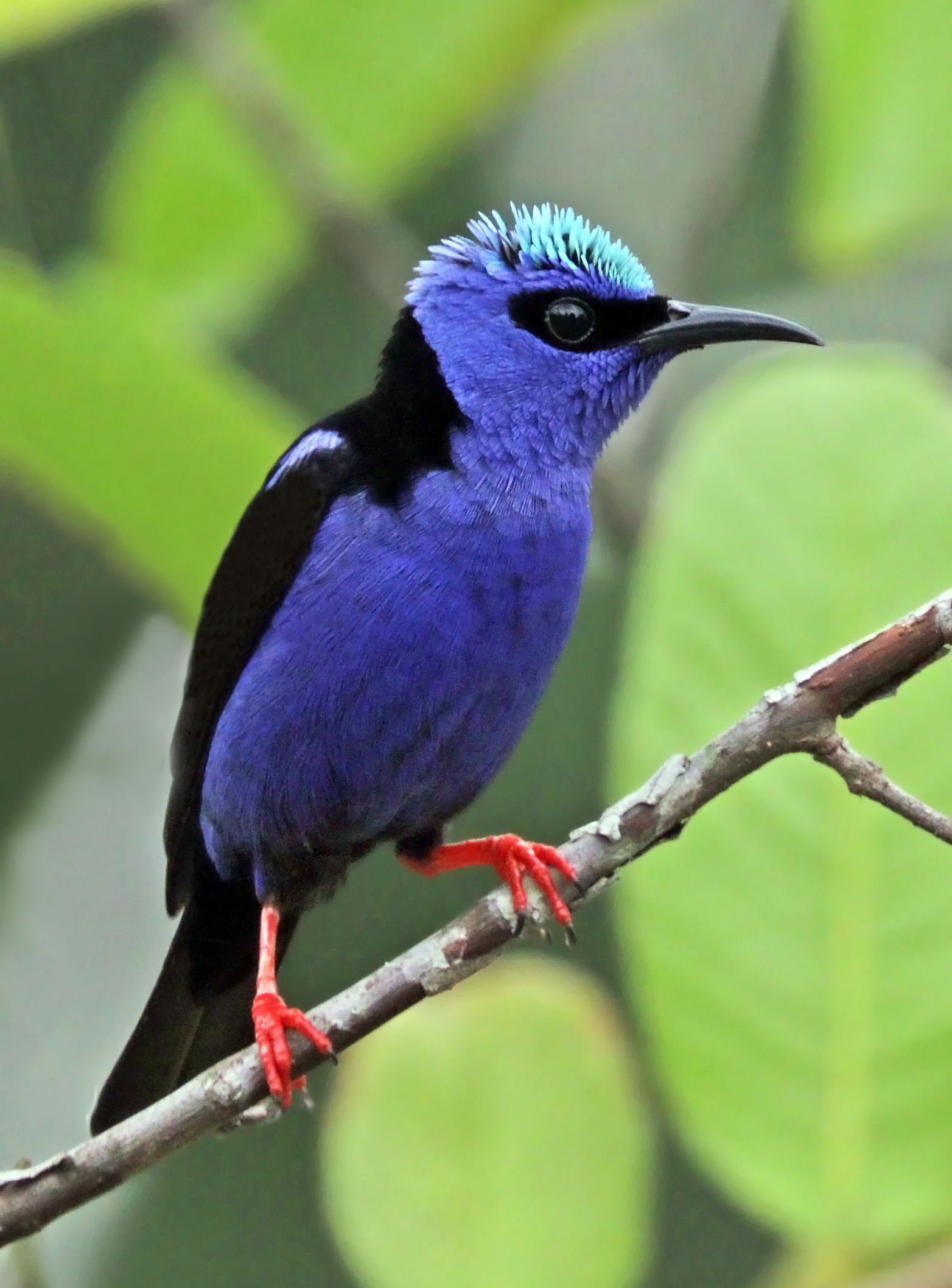
Самець бірюзової танагри-медоїда (підвид C. c. carneipes, Панама)

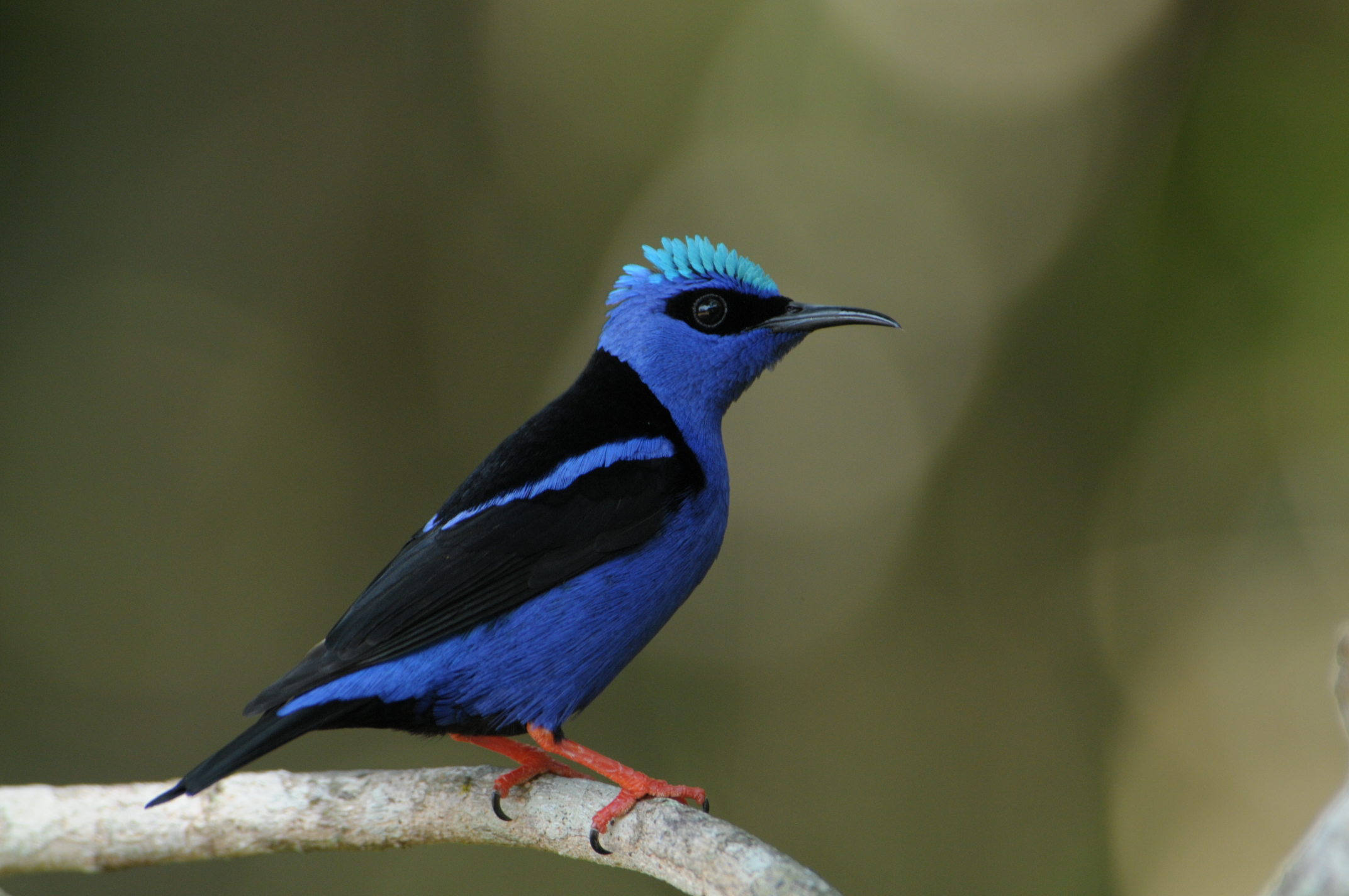
Самець бірюзової танагри-медоїда

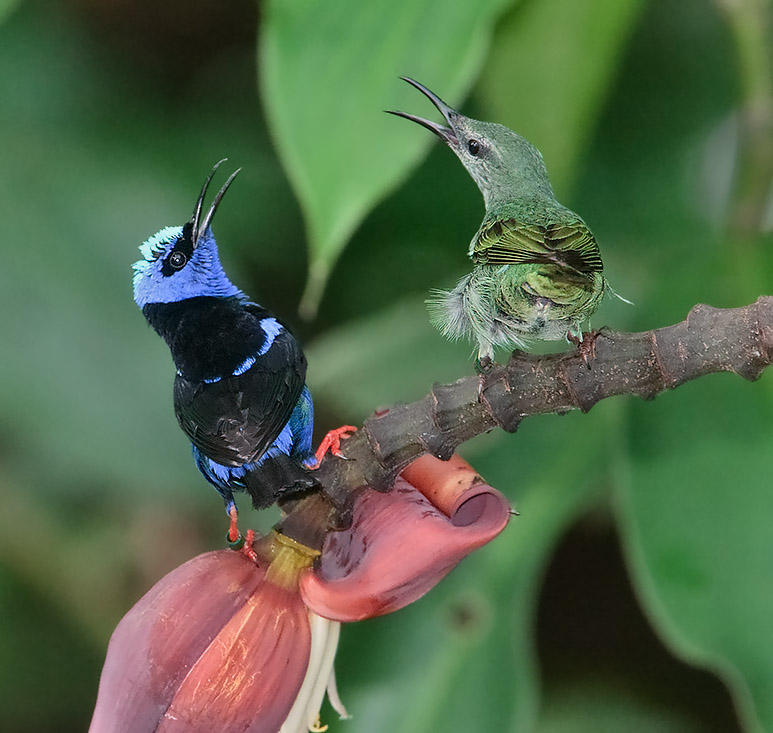
Пара бірюзових танагр-медолюбів

Довжина птаха становить 12 см. вага 14 см. Виду притаманний статевий диморфізм. У самців під час сезону розмноження забарвлення переважно фіолетово-синє, на тімені у них бірюзова пляма, пера на ньому можуть ставати дибки. Спина, крила і хвіст чорні, на обличчі чорна "маска". Нижні покривні пера крил лимонно-жовті, помітні в польоті. Дзьоб чорний, середньої довжини, вигнутий. Лапи коралово-червоні.
Самиці і молоді птахи мають переважно зелене, менш яскраве забарвлення, нижня частина тіла легко поцяткована світлими смужками, лапи у них червонувато-коричневі. Під час негніздового періоду самці набувають подібного забарвлення, однак крила у них залишаються чорними.

## Підвиди
Виділяють одинадцять підвидів:
- C. c. carneipes (Sclater, PL, 1860) — від Мексики до північно-східної Колумбії, острів Коїба і Перлові острови[en] (Панамська затока);
- C. c. pacificus Chapman, 1915 — тихоокеанське узбережжя Колумбії і північно-західного Еквадору;
- C. c. gigas Thayer & Bangs, 1905 — острів Горгона (на захід від Колумбії);
- C. c. gemmeus Wetmore, 1941 — гори Серранія-де-Макуїра[en] (схід півострова Гуахіра на крайній півночі Колумбії);
- C. c. eximius (Cabanis, 1851) — північ Колумбії і Венесуели, острів Маргарита;
- C. c. tobagensis Hellmayr & Seilern, 1914 — острів Тобаго;
- C. c. cyaneus (Linnaeus, 1766) — від Венесуели до Гвіани і північної Бразилії, острів Тринідад;
- C. c. dispar Zimmer, JT, 1942 — від південно-східної Колумбії і південно-західної Венесуели до північно-східного Перу;
- C. c. violaceus Zimmer, JT, 1942 — від південного сходу Перу і заходу Бразилії до центральної Болівії;
- C. c. brevipes (Cabanis, 1851) — центральна Бразилія;
- C. c. holti Parkes, 1977 — схід Бразилії.

## Поширення і екологія
Бірюзові танагри-медоїди мешкають в Мексиці, Гватемалі, Белізі, Гондурасі, Сальвадорі, Нікарагуа, Коста-Риці, Панамі, Колумбії, Еквадорі, Перу, Болівії, Бразилії, Венесуелі, Гаяні, Суринамі, Французькій Гвіані та на Тринідаді і Тобаго. Також ці птахи мекають на Кубі, де ймовірно, є інтродукованими. Більшість популяцій ведуть осілий спосіб життя, однак мексиканські популяції під час негніздового періоду мігрують на південь. Бірюзові танагри-медоїди живуть в кронах вологих рівнинних і заболочених тропічних лісів, на узліссях і галявинах, в рідколіссях, на плантаціях кави, цитрусових і какао, в парках і садах. Зустрічаються парами або зграйками до 6 птахів, на висоті до 1200 м над рівнем моря.
Бірюзові танагри-медоїди живляться комахами, дрібними плодами, насінням, нектаром квітучих рослин. Інкубаційний період триває з лютого по червень. Гніздо невелике, чашоподібне, розміщується високо на дереві. В кладці 2 білих яйця, поцяткованих темними плямками. Інкубаційний період триває 12-13 днів, насиджують самиці. За пташенятами доглядають і самиці. і самці. Пташенята покидають гніздо через 14 днів після вилуплення.